# Wereldkampioenschap superbike van Brno 2007
Het wereldkampioenschap superbike van Brno 2007 was de negende ronde van het wereldkampioenschap superbike en het wereldkampioenschap Supersport 2007. De races werden verreden op 22 juli 2007 op het Automotodrom Brno nabij Brno, Tsjechië.

## Superbike

### Race 1
| Pos | Nr  | Rijder            | Constructeur | Rondes | Tijd        | Grid | Punten |
| --- | --- | ----------------- | ------------ | ------ | ----------- | ---- | ------ |
| 1   | 52  | James Toseland    | Honda        | 20     | 41:02.730   | 4    | 25     |
| 2   | 3   | Max Biaggi        | Suzuki       | 20     | +0.237      | 2    | 20     |
| 3   | 71  | Yukio Kagayama    | Suzuki       | 20     | +1.185      | 6    | 16     |
| 4   | 41  | Noriyuki Haga     | Yamaha       | 20     | +2.403      | 1    | 13     |
| 5   | 44  | Roberto Rolfo     | Honda        | 20     | +3.472      | 9    | 11     |
| 6   | 84  | Michel Fabrizio   | Honda        | 20     | +3.758      | 10   | 10     |
| 7   | 11  | Troy Corser       | Yamaha       | 20     | +18.235     | 5    | 9      |
| 8   | 57  | Lorenzo Lanzi     | Ducati       | 20     | +19.653     | 7    | 8      |
| 9   | 76  | Max Neukirchner   | Suzuki       | 20     | +22.230     | 8    | 7      |
| 10  | 38  | Shinichi Nakatomi | Yamaha       | 20     | +31.662     | 13   | 6      |
| 11  | 55  | Régis Laconi      | Kawasaki     | 20     | +32.796     | 15   | 5      |
| 12  | 111 | Rubén Xaus        | Ducati       | 20     | +47.360     | 14   | 4      |
| 13  | 13  | Vittorio Iannuzzo | Kawasaki     | 20     | +1:01.983   | 17   | 3      |
| 14  | 36  | Jiří Dražďák      | Yamaha       | 20     | +1:02.052   | 18   | 2      |
| 15  | 112 | Stefano Cruciani  | Suzuki       | 20     | +1:48.872   | 23   | 1      |
| DNF | 15  | Miloš Čihák       | Suzuki       | 19     | Uitgevallen | 22   |        |
| DNF | 96  | Jakub Smrž        | Ducati       | 12     | Ongeluk     | 16   |        |
| DNF | 21  | Troy Bayliss      | Ducati       | 11     | Ongeluk     | 3    |        |
| DNF | 31  | Karl Muggeridge   | Honda        | 11     | Ongeluk     | 11   |        |
| DNF | 10  | Fonsi Nieto       | Kawasaki     | 4      | Uitgevallen | 12   |        |
| DNF | 73  | Christian Zaiser  | MV Agusta    | 3      | Uitgevallen | 20   |        |
| DNF | 42  | Dean Ellison      | Ducati       | 2      | Ongeluk     | 21   |        |
| DNF | 22  | Luca Morelli      | Honda        | 2      | Uitgevallen | 19   |        |

### Race 2
| Pos | Nr  | Rijder            | Constructeur | Rondes | Tijd        | Grid | Punten |
| --- | --- | ----------------- | ------------ | ------ | ----------- | ---- | ------ |
| 1   | 3   | Max Biaggi        | Suzuki       | 19     | 38:53.022   | 2    | 25     |
| 2   | 52  | James Toseland    | Honda        | 19     | +1.510      | 4    | 20     |
| 3   | 84  | Michel Fabrizio   | Honda        | 19     | +5.419      | 10   | 16     |
| 4   | 41  | Noriyuki Haga     | Yamaha       | 19     | +6.765      | 1    | 13     |
| 5   | 44  | Roberto Rolfo     | Honda        | 19     | +7.910      | 9    | 11     |
| 6   | 21  | Troy Bayliss      | Ducati       | 19     | +9.241      | 3    | 10     |
| 7   | 57  | Lorenzo Lanzi     | Ducati       | 19     | +19.424     | 7    | 9      |
| 8   | 10  | Fonsi Nieto       | Kawasaki     | 19     | +24.191     | 12   | 8      |
| 9   | 38  | Shinichi Nakatomi | Yamaha       | 19     | +26.680     | 13   | 7      |
| 10  | 111 | Rubén Xaus        | Ducati       | 19     | +28.095     | 14   | 6      |
| 11  | 31  | Karl Muggeridge   | Honda        | 19     | +33.256     | 11   | 5      |
| 12  | 76  | Max Neukirchner   | Suzuki       | 19     | +33.352     | 8    | 4      |
| 13  | 96  | Jakub Smrž        | Ducati       | 19     | +33.495     | 16   | 3      |
| 14  | 55  | Régis Laconi      | Kawasaki     | 19     | +40.453     | 15   | 2      |
| 15  | 13  | Vittorio Iannuzzo | Kawasaki     | 19     | +57.284     | 17   | 1      |
| 16  | 22  | Luca Morelli      | Honda        | 19     | +1:17.657   | 19   |        |
| 17  | 15  | Miloš Čihák       | Suzuki       | 19     | +1:35.801   | 22   |        |
| 18  | 112 | Stefano Cruciani  | Suzuki       | 19     | +1:37.346   | 23   |        |
| DNF | 73  | Christian Zaiser  | MV Agusta    | 14     | Uitgevallen | 20   |        |
| DNF | 71  | Yukio Kagayama    | Suzuki       | 10     | Ongeluk     | 6    |        |
| DNF | 36  | Jiří Dražďák      | Yamaha       | 7      | Uitgevallen | 18   |        |
| DNF | 11  | Troy Corser       | Yamaha       | 6      | Uitgevallen | 5    |        |
| DNF | 42  | Dean Ellison      | Ducati       | 1      | Uitgevallen | 21   |        |

## Supersport
| Pos | Nr  | Rijder                | Constructeur | Rondes | Tijd           | Grid | Punten |
| --- | --- | --------------------- | ------------ | ------ | -------------- | ---- | ------ |
| 1   | 54  | Kenan Sofuoğlu        | Honda        | 18     | 38:09.132      | 1    | 25     |
| 2   | 18  | Craig Jones           | Honda        | 18     | +11.313        | 7    | 20     |
| 3   | 9   | Fabien Foret          | Kawasaki     | 18     | +17.527        | 11   | 16     |
| 4   | 55  | Massimo Roccoli       | Yamaha       | 18     | +17.566        | 6    | 13     |
| 5   | 125 | Josh Brookes          | Honda        | 18     | +18.109        | 3    | 11     |
| 6   | 21  | Katsuaki Fujiwara     | Honda        | 18     | +20.163        | 10   | 10     |
| 7   | 94  | David Checa           | Yamaha       | 18     | +20.541        | 9    | 9      |
| 8   | 16  | Sébastien Charpentier | Honda        | 18     | +23.448        | 5    | 8      |
| 9   | 194 | Sébastien Gimbert     | Yamaha       | 18     | +23.855        | 13   | 7      |
| 10  | 77  | Barry Veneman         | Suzuki       | 18     | +25.863        | 14   | 6      |
| 11  | 31  | Vesa Kallio           | Suzuki       | 18     | +25.961        | 8    | 5      |
| 12  | 3   | Jason O'Halloran      | Yamaha       | 18     | +32.323        | 22   | 4      |
| 13  | 23  | Broc Parkes           | Yamaha       | 18     | +33.714        | 2    | 3      |
| 14  | 4   | Lorenzo Alfonsi       | Honda        | 18     | +34.462        | 19   | 2      |
| 15  | 69  | Gianluca Nannelli     | Ducati       | 18     | +34.578        | 17   | 1      |
| 16  | 38  | Grégory Leblanc       | Honda        | 18     | +37.642        | 16   |        |
| 17  | 26  | Joan Lascorz          | Honda        | 18     | +38.559        | 15   |        |
| 18  | 12  | Javier Forés          | Honda        | 18     | +38.584        | 20   |        |
| 19  | 10  | Arturo Tizón          | Yamaha       | 18     | +50.145        | 21   |        |
| 20  | 34  | Davide Giugliano      | Kawasaki     | 18     | +50.474        | 30   |        |
| 21  | 44  | David Salom           | Yamaha       | 18     | +50.647        | 25   |        |
| 22  | 169 | Julien Enjolras       | Yamaha       | 18     | +50.720        | 32   |        |
| 23  | 79  | Michal Filla          | Yamaha       | 18     | +51.055        | 35   |        |
| 24  | 78  | Radomil Rous          | Yamaha       | 18     | +51.206        | 27   |        |
| 25  | 7   | Pere Riba             | Kawasaki     | 18     | +54.672        | 26   |        |
| DNF | 127 | Robbin Harms          | Honda        | 17     | Ongeluk        | 4    |        |
| DNF | 60  | Vladimir Ivanov       | Yamaha       | 16     | Uitgevallen    | 18   |        |
| DNF | 17  | Miguel Praia          | Honda        | 11     | Uitgevallen    | 29   |        |
| DNF | 88  | Gergő Talmácsi        | Yamaha       | 9      | Uitgevallen    | 36   |        |
| DNF | 96  | Nikola Milovanovic    | Honda        | 9      | Uitgevallen    | 37   |        |
| DNF | 81  | Matthieu Lagrive      | Honda        | 7      | Uitgevallen    | 23   |        |
| DNF | 45  | Gianluca Vizziello    | Yamaha       | 6      | Schade ongeluk | 12   |        |
| DNF | 91  | Christian Kellner     | Ducati       | 6      | Uitgevallen    | 33   |        |
| DNF | 116 | Simone Sanna          | Honda        | 5      | Uitgevallen    | 24   |        |
| DNF | 35  | Gilles Boccolini      | Kawasaki     | 4      | Ongeluk        | 28   |        |
| DNF | 46  | Jesco Günther         | Honda        | 0      | Ongeluk        | 34   |        |

## Tussenstanden na wedstrijd

### Superbike
| Pos | Nr | Rijder         | Team   | Punten |
| --- | -- | -------------- | ------ | ------ |
| 1   | 52 | James Toseland | Honda  | 305    |
| 2   | 3  | Max Biaggi     | Suzuki | 262    |
| 3   | 41 | Noriyuki Haga  | Yamaha | 260    |
| 4   | 21 | Troy Bayliss   | Ducati | 249    |
| 5   | 11 | Troy Corser    | Yamaha | 191    |

### Supersport
| Pos | Nr  | Rijder            | Team     | Punten |
| --- | --- | ----------------- | -------- | ------ |
| 1   | 54  | Kenan Sofuoğlu    | Honda    | 186    |
| 2   | 9   | Fabien Foret      | Kawasaki | 116    |
| 3   | 21  | Katsuaki Fujiwara | Honda    | 87     |
| 4   | 127 | Robbin Harms      | Honda    | 70     |
| 5   | 14  | Anthony West      | Yamaha   | 66     |

1993 · 1996 · 2005 · 2006 · 2007 · 2008 · 2009 · 2010 · 2011 · 2012 · 2018